# Cal Vidal (Ribera d'Ondara)
Cal Vidal és un edifici de Montpalau, al municipi de la Ribera d'Ondara (Segarra) inclosa a l'Inventari del Patrimoni Arquitectònic de Catalunya.
Casa pairal dels Vidal i lloc on va néixer i viure Ramon Vidal Trull, fundador del sindicat agrícola de Cervera i de la comarca l'any 1919.
Des de fa 30 anys es fan reformes a la casa i es restauren les seves dependències. Actualment els propietaris han adquirit un magatzem que en origen era l'antiga capella de Sant Miquel, per restaurar-la i adaptar-la com a capella familiar.

## Arquitectura
Gran casa pairal, molt reformada i adaptada al nou estatus econòmic creixent dels seus propietaris. A l'edifici primitiu s'han adossat noves estances amb equipaments i s'adapta un espai per les cotxeres i una casa pels seus masovers amb dependències agrícoles integrades als baixos. Tot plegat es crea un conjunt residencial que s'obre davant de la façana principal de la casa on s'intercalen espais de jardí i oci amb equipaments i residència independent dels seus treballadors. L'edifici principal residencial, de planta rectangular s'estructura a partir de planta baixa, primer i segon pis i golfes, i coberta a doble vessant. Ambdós laterals de la façana principal sobresurten dos cossos que presenten dos i tres pisos amb obertures de galeria respectivament. La façana posterior d'aquesta casa s'obre dins del clos primitiu fortificat del poble i també presenta una distribució a partir de planta baixa, primer, segon pis i golfes. L'estructura d'aquesta façana posterior, també ha sofert notables remodelacions que es fan evidents a la planta baixa amb la construcció posterior d'un pas cobert. Aquest pas cobert té ambdues portes d'accés a les façanes de la casa. Una porta metàl·lica tanca el portal interior d'arc rebaixat que s'obre a la façana principal, impedint l'accés directe al seu complex residencial.

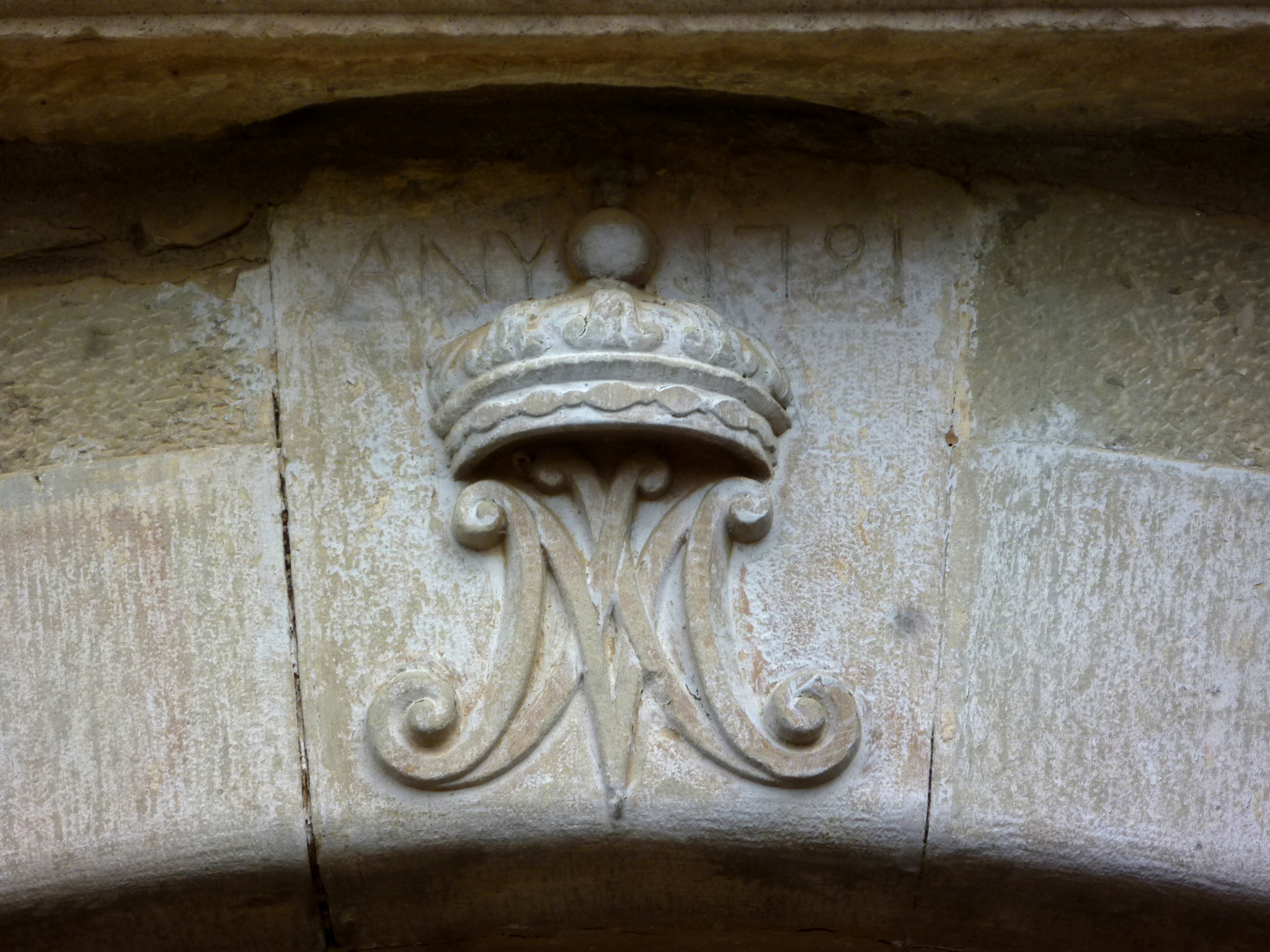
Relleu a la clau de volta del portal

A la clau d'arc d'aquest portal interior hi ha el relleu d'una tiara papal. Aquest no és l'únic treball en relleu de la casa, també és present a la llinda monolítica del balcó central situat al primer pis de la façana posterior, on hi ha el treball en pedra d'una creu. El fet que recentment s'hagi incorporat un nou edifici en aquest complexa residencial ens permet documentar la primitiva capella de Sant Miquel, modificada i adaptada com a magatzem agrícola però encara conserva l'any "1902" en una cartel·la a la part superior de la façana principal. Es tracta d'un edifici de planta rectangular amb coberta a doble vessant amb façanes obrades amb paredat i restes d'arrebossat.